# Chanson de geste

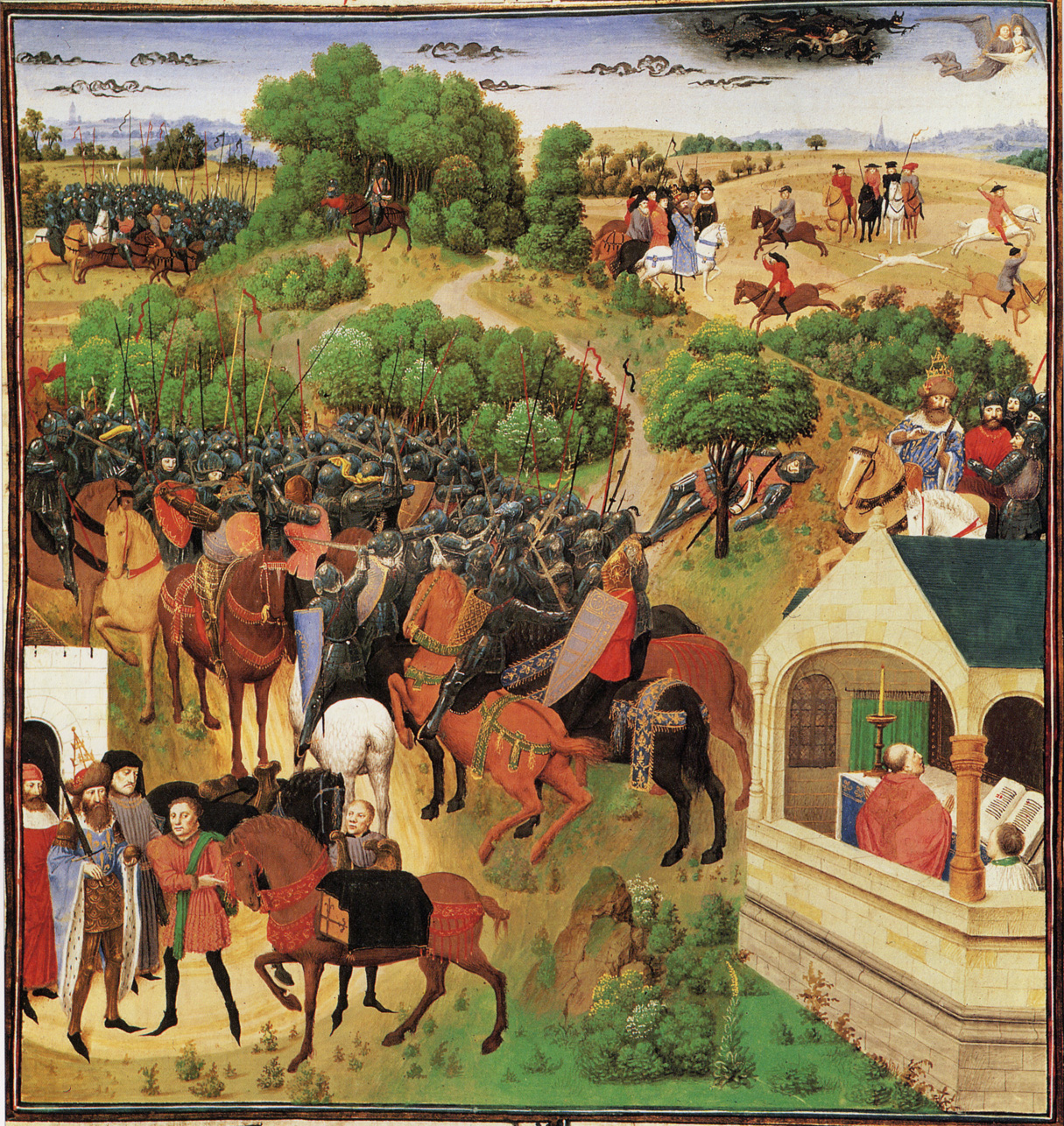
Chanson de Roland, 15e-eeuwse illustratie

Het chanson de geste was een in de middeleeuwse literatuur populair episch genre waarin historische personen een hoofdrol speelden. Hoewel het genre oorspronkelijk in Frankrijk is ontstaan en daar tot grote bloei is gekomen, zijn uit heel Europa teksten van dit type terug te vinden. 
Als literair genre valt het chanson de geste onder de ridderroman. De historische figuren en verhaallijnen maken telkens deel uit van de matière de France: de verhaalstof rond de Frankische koning Karel de Grote.

## Presentatie
De verhalen van het chanson de geste werden door jongleurs of "speelmannen" voorgedragen, onder begeleiding van muziek en mogelijk ook toneelspel. De teksten hadden een duidelijke liedstructuur: het rijm was eenvoudig en de regels waren kort. Belangrijk is ook dat het chanson de geste een volkstalig genre was: waar nagenoeg alle elitaire werken in die tijd nog in het Latijn gesteld waren, daar werden de epische liederen van het chanson de geste in het Oudfrans, Occitaans en later in andere Europese volkstalen zoals het Middelnederlands gezongen.

## Historische achtergrond
De figuur van Karel de Grote genoot in de middeleeuwen grote bekendheid bij zowel geleerden als het volk. Hij werd vereerd als een christelijke, nobele koning. Het is aannemelijk dat legendes over deze Frankische vorst al sinds zijn dood in 814 door heel Europa hebben rondgezongen. Daarin vertoont Karel de Grote zowel kenmerken van een christelijke heilige als van een heidense volksheld. Steeds zijn voorchristelijke legendes aangepast en in een "christelijk jasje" gestoken.
De eerste geschreven getuigenissen van deze orale traditie zijn te vinden in Oudfranse en Occitaanse liederen. De troubadours, de oorspronkelijke componisten van deze liederen, waren vaak van hoge komaf en goed opgeleid. Het bekendste, meest gelezen voorbeeld van zo'n Frans chanson de geste is het Chanson de Roland. Het in het Middelnederlands geschreven Roelantslied is hiervan een gedeeltelijke vertaling, met wat aanpassingen. 
Het genre wordt overal in Europa populair. Verhalen over de ridderstand en historische helden spreken tot de verbeelding van het volk.

## Voorbeelden
Bekende overgeleverde voorbeelden van het chanson de geste zijn, naast het reeds genoemde Chanson de Roland: Aymeri de Narbonne, Girart de Vienne van Bertrand de Bar-sur-Aube en Huon de Bordeaux. Veel van de in de liederen vertelde verhalen spelen zich af in het huidige Frankrijk, enkele (zoals het Cantar de mio Cid)  in Spanje of (Noord-)Italië. 
In het Middelnederlands komt het hiervoor genoemde Roelandslied, dat slechts fragmentarisch is overgeleverd, het dichtst bij dit genre. Er zijn geen  chansons de geste bekend die zich daadwerkelijk op Nederlandse bodem afspelen, alhoewel Karel de Grote volgens de overlevering wel meermaals in het huidige Nederland moet zijn geweest.

## Einde
In Frankrijk eindigt de bloei van het chanson de geste als de hoofse literatuur opkomt. De nieuwe ideeën over ridderlijkheid staan de oude, Frankische ethiek van het chanson de geste in de weg. Elders in Europa blijft het genre voortbestaan naast het bloeiende hoofse genre.

## Anachronismen
Het chanson de geste bloeide vooral in de twaalfde en dertiende eeuw, terwijl de historische persoon Karel de Grote in de 8e en begin 9e eeuw leefde. In de populaire liederen plaatste men Karel de Grote als personage echter doelbewust in een 12e-eeuwse context. Karel de Grote wordt in de legenden dikwijls geconfronteerd met problemen uit díe periode en de hofcultuur als geschetst in de liederen is duidelijk die van de 12e en 13e eeuw. 
Het hierdoor ontstane anachronisme laat zich bijvoorbeeld kenschetsen aan de gebeurtenissen die worden beschreven in het Chanson de Roland. Hierin wordt de neef van Karel de Grote, Roland (ook "Roelant"), verslagen in de Pyreneeën door de Saracenen. Deze Saracenen worden in de tekst als polytheïstische barbaren afgeschilderd. In werkelijkheid ging het hier om moslims die in de 12de en 13de eeuw een steeds grotere invloed uitoefenden in Europa. Karel de Grote heeft in werkelijkheid nooit tegen de Saracenen gevochten.
Deze mythevorming rond de historische persoon van Karel de Grote is mogelijk niet de verantwoordelijkheid geweest van de bewuste (anonieme) dichter. Ze moet in de loop der eeuwen al hebben plaatsgehad en was deel uit gaan maken van de hiervoor genoemde matière de France.

## Chanson de geste in de Nederlandse literatuur
De bekendste en literair ook meest waardevolle Kareltekst in de Middelnederlandse literatuur is Karel ende Elegast. Deze tekst is echter nogal atypisch. De tekst is niet alleen korter en in modernere stijl geschreven, de voorstelling van Karel de Grote is bij vlagen absurd. De tekst heeft mogelijk een komische bedoeling gehad en was in zekere zin dan juist een parodie op het chanson de geste.